# Веве
Веве (фр. Vevey) — місто Швейцарії на березі Женевського озера у франкомовному в кантоні Во, округ Рів'єра-Пеї-д'Ано.

## Географія
Місто розташоване на березі Женевського озера, між Лозанною і Монтре, у центрі традиційного виноробного регіону Лаво (фр. Lavaux) на відстані близько 75 км на південний захід від Берна, 18 км на південний схід від Лозанни.
Веве має площу 2,4 км², з яких на 89,9 % дозволяється будівництво (житлове та будівництво доріг), 3 % використовуються в сільськогосподарських цілях, 4,6 % зайнято лісами, 2,5 % не є продуктивними (річки, льодовики або гори).

## Демографія
2019 року в місті мешкало 19 824 особи (+7,8 % порівняно з 2010 роком), іноземців було 41,6 %. Густота населення становила 8260 осіб/км².
За віковим діапазоном населення розподілялося таким чином: 20,1 % — особи молодші 20 років, 65,2 % — особи у віці 20—64 років, 14,7 % — особи у віці 65 років та старші. Було 9518 помешкань (у середньому 2,1 особи в помешканні).
Із загальної кількості 14 525 працюючих 5 було зайнятих в первинному секторі, 820 — в обробній промисловості, 13 700 — в галузі послуг.

## Особи
- Микола Гоголь — відомий український письменник, який у 1836 році працював над поемою «Мертві душі».
- Чарлі Чаплін — відомий американський актор і режисер, провів останні роки життя і помер у Веве, похований на місцевому цвинтарі. На березі Женевського озера йому встановлено пам'ятник.
- Багато років тут жила відома піаністка Клара Гаскіл. Її ім'ям у місті названа вулиця. На згадку про Клару з 1963 р. у Веве проводиться Міжнародний конкурс піаністів.
- Ґрем Ґрін — англійський письменник.
- Генрик Сенкевич — польський письменник, публіцист.

## Економіка
У місті розташована штаб-квартира світового гіганта харчової індустрії компанії Nestle.